# 안면대로
안면대로(Anmyeon-daero)는 충청남도 태안군 태안읍 남문리 남문 교차로와 고남면 고남리 원산안면대교를 잇는 충청남도의 도로이다. 전 구간 국도 제77호선에 속한다.

## 연혁
- 2002년 4월 20일 : 안면대교(태안군 남면 신온리 ~ 안면읍 창기리) 6.54km 구간 확장 개통[1], 기존 교량 구간 폐지[2]
- 2006년 12월 22일 : 진산지구 도로(태안군 남면 진산리) 1.2km 구간 개통[3], 장곡지구 도로(태안군 고남면 장곡리) 600m 구간 개통[4], 중장지구 도로(태안군 안면읍 중장리) 1.02km 구간 개통[5]
- 2016년 12월 30일 : 원청 ~ 태안간 도로 1공구(태안군 남면 원청리 ~ 신장리) 7.1km 구간 확장 개통 및 기존 태안군 남면 달산리 ~ 신장리 2.0km 구간 폐지[6]
- 2017년 6월 30일 : 원청 ~ 태안간 도로 2공구(태안군 남면 신장리 ~ 태안읍 장산리) 7.2km 구간 확장 개통 및 기존 태안군 태안읍 남산리 500m 구간 폐지[7]
- 2021년 12월 30일 : 종점을 기존 영목항에서 원산안면대교로 변경[8]

## 주요 경유지
충청남도
- 태안군 (태안읍 · 남면 · 안면읍  · 고남면)

## 노선
전 구간 국도 제77호선에 속하므로 이 노선에 대한 별도 표기는 생략한다.
| 이름                   | 접속 노선                                                    | 소재지 | 소재지              | 비고                                                                   |
| ---------------------- | ------------------------------------------------------------ | ------ | ------------------- | ---------------------------------------------------------------------- |
| 남문 교차로            | 국도 제32호선 국도 제77호선 국가지원지방도 제96호선 (서해로) | 태안군 | 태안읍              | 국가지원지방도 제96호선과 중복                                         |
| 남산2 교차로           | 남산1길                                                      | 태안군 | 태안읍              | 국가지원지방도 제96호선과 중복                                         |
| 남산1 교차로           | 속햇말길                                                     | 태안군 | 태안읍              | 국가지원지방도 제96호선과 중복 안면 방향 진출 불가 태안 방향 진입 불가 |
| 송남 교차로            | 송암로                                                       | 태안군 | 태안읍              | 국가지원지방도 제96호선과 중복                                         |
| 남산 교차로            |                                                              | 태안군 | 태안읍              | 국가지원지방도 제96호선과 중복                                         |
| 진산2 교차로           | 진산1길                                                      | 태안군 | 태안읍              | 국가지원지방도 제96호선과 중복                                         |
| 진산 교차로            | 진산1길                                                      | 태안군 | 남면                | 국가지원지방도 제96호선과 중복                                         |
| 남진 교차로            | 연꽃길 진산2길                                               | 태안군 | 남면                | 국가지원지방도 제96호선과 중복                                         |
| 몽산 교차로            | 몽대로                                                       | 태안군 | 남면                | 국가지원지방도 제96호선과 중복                                         |
| (교량 명칭 미상)       |                                                              | 태안군 | 남면                | 국가지원지방도 제96호선과 중복                                         |
| 신장 교차로            | 연꽃길 우운길                                                | 태안군 | 남면                | 국가지원지방도 제96호선과 중복                                         |
| 삼거리 교차로          | 남면로                                                       | 태안군 | 남면                | 국가지원지방도 제96호선과 중복                                         |
| 몽산포 교차로          | 남면로 몽산포길                                              | 태안군 | 남면                | 국가지원지방도 제96호선과 중복                                         |
| 쪽다리 교차로          | 남면로                                                       | 태안군 | 남면                | 국가지원지방도 제96호선과 중복 안면 방향 진출 불가 태안 방향 진입 불가 |
| 양잠1 교차로           | 적돌길                                                       | 태안군 | 남면                | 국가지원지방도 제96호선과 중복                                         |
| 양잠 교차로            | 적돌길                                                       | 태안군 | 남면                | 국가지원지방도 제96호선과 중복                                         |
| 달산포 교차로          | 달산포로                                                     | 태안군 | 남면                | 국가지원지방도 제96호선과 중복                                         |
| 청포대 교차로          | 청포대길                                                     | 태안군 | 남면                | 국가지원지방도 제96호선과 중복                                         |
| 원청 교차로            | 국가지원지방도 제96호선 (천수만로) 별주부길                  | 태안군 | 남면                | 국가지원지방도 제96호선과 중복                                         |
| (이름 없음)            | 마검포길                                                     | 태안군 | 남면                | 안면 방향 진출 불가 태안 방향 진입 불가                                |
| 곰섬삼거리             | 곰섬로                                                       | 태안군 | 남면                |                                                                        |
| 신온 교차로            |                                                              | 태안군 | 남면                |                                                                        |
| 드르니 교차로          |                                                              | 태안군 | 남면                |                                                                        |
| 안면대교               |                                                              | 태안군 | 남면                |                                                                        |
|                        | 안면읍                                                       | 태안군 |                     |                                                                        |
| 연육교 교차로          | 등마루1길 흑석동길                                           | 태안군 |                     |                                                                        |
| 백사장사거리           | 백사장1길                                                    | 태안군 |                     |                                                                        |
| 창기삼거리             | 황도로                                                       | 태안군 |                     |                                                                        |
| 안면삼거리             | 장터로                                                       | 태안군 |                     |                                                                        |
| 승언리 교차로          | 밧개길                                                       | 태안군 | 태안 방향 진입 불가 |                                                                        |
| (이름 없음)            | 초망수길                                                     | 태안군 |                     |                                                                        |
| 방포사거리             | 방포로                                                       | 태안군 |                     |                                                                        |
| 승언삼거리             | 장터로                                                       | 태안군 |                     |                                                                        |
| (승언3리)              | 꽃지해안로 조운막터길                                        | 태안군 |                     |                                                                        |
| 상촌삼거리             | 중신로                                                       | 태안군 |                     |                                                                        |
| 누동삼거리             | 대야로                                                       | 태안군 | 고남면              |                                                                        |
| 감나무골삼거리         | 누동로                                                       | 태안군 | 고남면              |                                                                        |
| 고남 교차로 (고남IC교) |                                                              | 태안군 | 고남면              | 안면 방향 진입 불가 태안 방향 진출 불가                                |
| 만수 교차로            | 만수길                                                       | 태안군 | 고남면              |                                                                        |
| 영목 교차로            |                                                              | 태안군 | 고남면              |                                                                        |
| 원산안면대교           |                                                              | 태안군 | 고남면              |                                                                        |
| 원산대로와 직결        |                                                              |        |                     |                                                                        |

## 주요 건물 및 시설
- 서초휴양소 (구 남진초등학교, 충청남도 태안군 남면 안면대로 571-12)
- 청포대썬셋수련원 (충청남도 태안군 남면 안면대로 1308)
- 안면치안센터 (충청남도 태안군 안면읍 안면대로 1830)
- 창기리정류소 (충청남도 태안군 안면읍 안면대로 2119)
- 안면도자연휴양림, 안면도수목원 (충청남도 태안군 안면읍 안면대로 3195-6)
- 고남초등학교 (충청남도 태안군 고남면 안면대로 4189)
- 고남면 행정복지센터 (충청남도 태안군 고남면 안면대로 4254-12)
- 고남패총박물관 (충청남도 태안군 고남면 안면대로 4270-6)